# Municipio de Biwabik
El municipio de Biwabik (en inglés: Biwabik Township) es un municipio ubicado en el condado de St. Louis en el estado estadounidense de Minnesota. En el año 2010 tenía una población de 804 habitantes y una densidad poblacional de 10,85 personas por km².

## Geografía
El municipio de Biwabik se encuentra ubicado en las coordenadas 47°29′29″N 92°23′3″O / 47.49139, -92.38417. Según la Oficina del Censo de los Estados Unidos, el municipio tiene una superficie total de 74.07 km², de la cual 68,82 km² corresponden a tierra firme y (7,09 %) 5,26 km² es agua.

## Demografía
Según el censo de 2010, había 804 personas residiendo en el municipio de Biwabik. La densidad de población era de 10,85 hab./km². De los 804 habitantes, el municipio de Biwabik estaba compuesto por el 97,51 % blancos, el 0,12 % eran afroamericanos, el 0,87 % eran amerindios, el 0,12 % eran asiáticos, el 0,12 % eran de otras razas y el 1,24 % eran de una mezcla de razas. Del total de la población el 0,5 % eran hispanos o latinos de cualquier raza.